# Калион (Арканзас)
Калион (енгл. Calion) град је у америчкој савезној држави Арканзас.

## Демографија
По попису из 2010. године број становника је 494, што је 22 (-4,3%) становника мање него 2000. године.
| Група             | 2000.       | 2010.       |
| Белци             | 331 (64,1%) | 349 (70,6%) |
| Афроамериканци    | 172 (33,3%) | 122 (24,7%) |
| Азијати           | 0 (0,0%)    | 0 (0,0%)    |
| Хиспаноамериканци | 8 (1,6%)    | 10 (2,0%)   |
| Укупно            | 516         | 494         |